# William B. Hartsfield
Pour les articles homonymes, voir Hartsfield.
William Berry Hartsfield (1er mars 1890 à Atlanta - 22 février 1971) est un homme politique américain qui fut le 49e et 51e maire d'Atlanta, de 1937 à 1941 et de nouveau de 1942 à 1962, faisant de lui la personne ayant occupé ce poste le plus longtemps dans l'histoire de la ville.
Né à Atlanta, Hartsfield est crédité du développement de l'aéroport d'Atlanta (qui porte son nom ainsi que celui d'un autre ancien maire Maynard Jackson) en un des aéroports les plus importants des États-Unis et du bon approvisionnement en eau de la ville avec l'achèvement du barrage Buford. 
Hartsfield est aussi responsable de la « restimulation » de l'image d'Atlanta  comme « the city too busy to hate » (la ville trop occupée pour haïr) durant les luttes pour les Droits civils des noirs américains dans les années 1950.

## Anecdote
Willie B., un gorille qui était une des attractions du zoo d'Atlanta, fut nommé d'après Hartsfield.